# Фад
Фад (мађ. Fadd) је село у Мађарској, у жупанији Толна. Насеље укључује популарно одмаралиште Домбори.

## Локација
Село се налази северно од Сексарда, на споју две велике географске пејзажне целине, Мезефелда и Шаркеза. Главни рукавац Дунава је померен даље (око 5 километара) од насеља услед велике регулације речног тока у 19. веку.

## Историја
Због повољног географског окружења, подручје је вероватно насељено од давнина. У античко доба овде се протезао римски пут Аквинкум-Мурша чији је путоказ пронађен у близини села. Након доласка Мађара на ове просторе, место је припало насељу племена Међер и био је у рукама Арпадових синова.
Село се први пут помиње у писаним изворима у 11. веку. Опатија Веспремвелђ овде добија имовину и тада носи име Патади. Значајан део села дошао је у посед опатије Тихани 1055. године. Док су православне монахиње поседовале виноград и виноградара, бенедиктинке су поседовале знатан број послуге, део сеоских кућа и 100 kh трске и косилицу. Почетком 13. века Јоханити су се појавили као нови власници, а до 15. века могли су да претендују на највећу површину.
Током инвазије Татара, подручје је уништено, али су повољни услови брзо измамили људе назад. Пораст насеља јасно показује чињеница да је у 15. и 16 века била пијачно место (трговиште). Године 1470. становништво је бројало 400-500 људи, који су се углавном бавили виноградарством, риболовом, нешто узгојем жита и сточарством. У првој половини 15. века насеље је било поприште ривалства између манастира Фехервар и опатије Сексард, које је окончано тек 1517. године.
После доласка турака ситуација се брзо консолидовала. Становништво је пребродило почетне неуспехе и покушало да се прилагоди промењеним околностима. То се показало успешним, јер је 1557. године село плаћало порез од 4.675 акчи, који је наплаћиван на 160 кућа. Из списка знамо да су људи који су овде живели били Мађари.
Нема прецизних података о уништењу Фада у средњем веку. До катастрофе је могло доћи током Петнаестогодишњег рата, али је могуће и да се догодила у периоду 1686-87.

## Становништво
Током пописа 2022. године, 90,6% становника се изјаснило као Мађари, 7,6% као Роми, 1,2% као Немци и 0,1% као Румуни (9,3% се није изјаснило. Због двојног идентитета, укупан број може бити већи од 100 %). 
Верска дистрибуција је била следећа: римокатолици 34,6%, реформисани 8,1%, лутерани 0,5%, гркокатолици 0,2%, неконфесионални 18,7% (36,1% се није изјаснило).